# وايلي ويجينز
وايلي ويجينز (بالإنجليزية: Wiley Wiggins)‏ هو ممثل أمريكي، ولد في 6 نوفمبر 1976 بأوستن في الولايات المتحدة.

## وصلات خارجية
- وايلي ويجينز على موقع IMDb (الإنجليزية)
- وايلي ويجينز على موقع ألو سيني (الفرنسية)
- وايلي ويجينز على موقع أول موفي (الإنجليزية)
- وايلي ويجينز على موقع قاعدة بيانات الأفلام السويدية (السويدية)
- وايلي ويجينز على موقع قاعدة بيانات الفيلم (الإنجليزية)
- وايلي ويجينز على موقع كينوبويسك (الروسية)